# Charleval (Bouches-du-Rhône)
Pour les articles homonymes, voir Charleval.
Charleval (Charlaval en  provençal) est une commune française, située dans le département des Bouches-du-Rhône en région Provence-Alpes-Côte d'Azur. Elle fait partie de la métropole d'Aix-Marseille-Provence. Ses habitants sont appelés les Charlevalois. La commune utilise fréquemment l'appellation non officielle Charleval-en-Provence.

## Géographie

### Situation
Charleval est située à une trentaine de kilomètres au nord-ouest d'Aix-en-Provence, entre la rive gauche de la Durance et les contreforts de la chaîne des Côtes.
| Mallemort            | Puget (Vaucluse) | Cadenet             |
| Mallemort            | Charleval        | La Roque-d'Antheron |
| Vernègues et Lambesc | Lambesc          | Lambesc             |

### Sismicité
À la suite du décret du 14 mai 1991 définissant le zonage sismique de la France, le canton de Lambesc a été classé en zone II, zone qui correspond à une « sismicité moyenne ». Les cantons de Peyrolles-en-Provence et de Salon-de-Provence sont classés dans la même zone. Cette classification rappelle le séisme du 11 juin 1909 au cours duquel Charleval et les communes voisines de Lambesc et Saint-Cannat ont subi des secousses d'une magnitude 6,2 sur l'échelle de Richter, faisant de ce séisme le tremblement de terre de magnitude la plus élevée enregistré en France métropolitaine depuis celui de Roquebillière en 1654.

### Climat
Pour des articles plus généraux, voir Climat de Provence-Alpes-Côte d'Azur et Climat des Bouches-du-Rhône.
En 2010, le climat de la commune est de type climat méditerranéen franc, selon une étude du Centre national de la recherche scientifique s'appuyant sur une série de données couvrant la période 1971-2000. En 2020, Météo-France publie une typologie des climats de la France métropolitaine dans laquelle la commune est exposée à un climat méditerranéen et est dans la région climatique  Provence, Languedoc-Roussillon, caractérisée par une pluviométrie faible en été, un très bon ensoleillement (2 600 h/an), un été chaud (21,5 °C), un air très sec en été, sec en toutes saisons, des vents forts (fréquence de 40 à 50 % de vents > 5 m/s) et peu de brouillards. 
Pour la période 1971-2000, la température annuelle moyenne est de 13,8 °C, avec une amplitude thermique annuelle de 17,1 °C. Le cumul annuel moyen de précipitations est de 678 mm, avec 5,9 jours de précipitations en janvier et 2,3 jours en juillet. Pour la période 1991-2020, la température moyenne annuelle observée sur la station météorologique de Météo-France la plus proche, « Cadenet », sur la commune de Cadenet à 10 km à vol d'oiseau, est de 14,4 °C et le cumul annuel moyen de précipitations est de 703,0 mm. 
La température maximale relevée sur cette station est de 44,3 °C, atteinte le 28 juin 2019 ; la température minimale est de −12,7 °C, atteinte le 12 février 2012,,. 
Les paramètres climatiques de la commune ont été estimés pour le milieu du siècle (2041-2070) selon différents scénarios d'émission de gaz à effet de serre à partir des nouvelles projections climatiques de référence DRIAS-2020. Ils sont consultables sur un site dédié publié par Météo-France en novembre 2022.

## Urbanisme

### Typologie
Au 1er janvier 2024, Charleval est catégorisée bourg rural, selon la nouvelle grille communale de densité à 7 niveaux définie par l'Insee en 2022.
Elle appartient à l'unité urbaine de Mallemort, une agglomération intra-départementale dont elle est une commune de la banlieue,. Par ailleurs la commune fait partie de l'aire d'attraction de Marseille - Aix-en-Provence, dont elle est une commune de la couronne,. Cette aire, qui regroupe 115 communes, est catégorisée dans les aires de 700 000 habitants ou plus (hors Paris),.

### Occupation des sols
L'occupation des sols de la commune, telle qu'elle ressort de la base de données européenne d’occupation biophysique des sols Corine Land Cover (CLC), est marquée par l'importance des territoires agricoles (60,3 % en 2018), en augmentation par rapport à 1990 (59,4 %). La répartition détaillée en 2018 est la suivante : 
zones agricoles hétérogènes (32,7 %), forêts (17,3 %), terres arables (16,2 %), milieux à végétation arbustive et/ou herbacée (11,6 %), cultures permanentes (10,3 %), zones urbanisées (8,8 %), espaces ouverts, sans ou avec peu de végétation (2 %), prairies (1 %). L'évolution de l’occupation des sols de la commune et de ses infrastructures peut être observée sur les différentes représentations cartographiques du territoire : la carte de Cassini (XVIIIe siècle), la carte d'état-major (1820-1866) et les cartes ou photos aériennes de l'IGN pour la période actuelle (1950 à aujourd'hui).

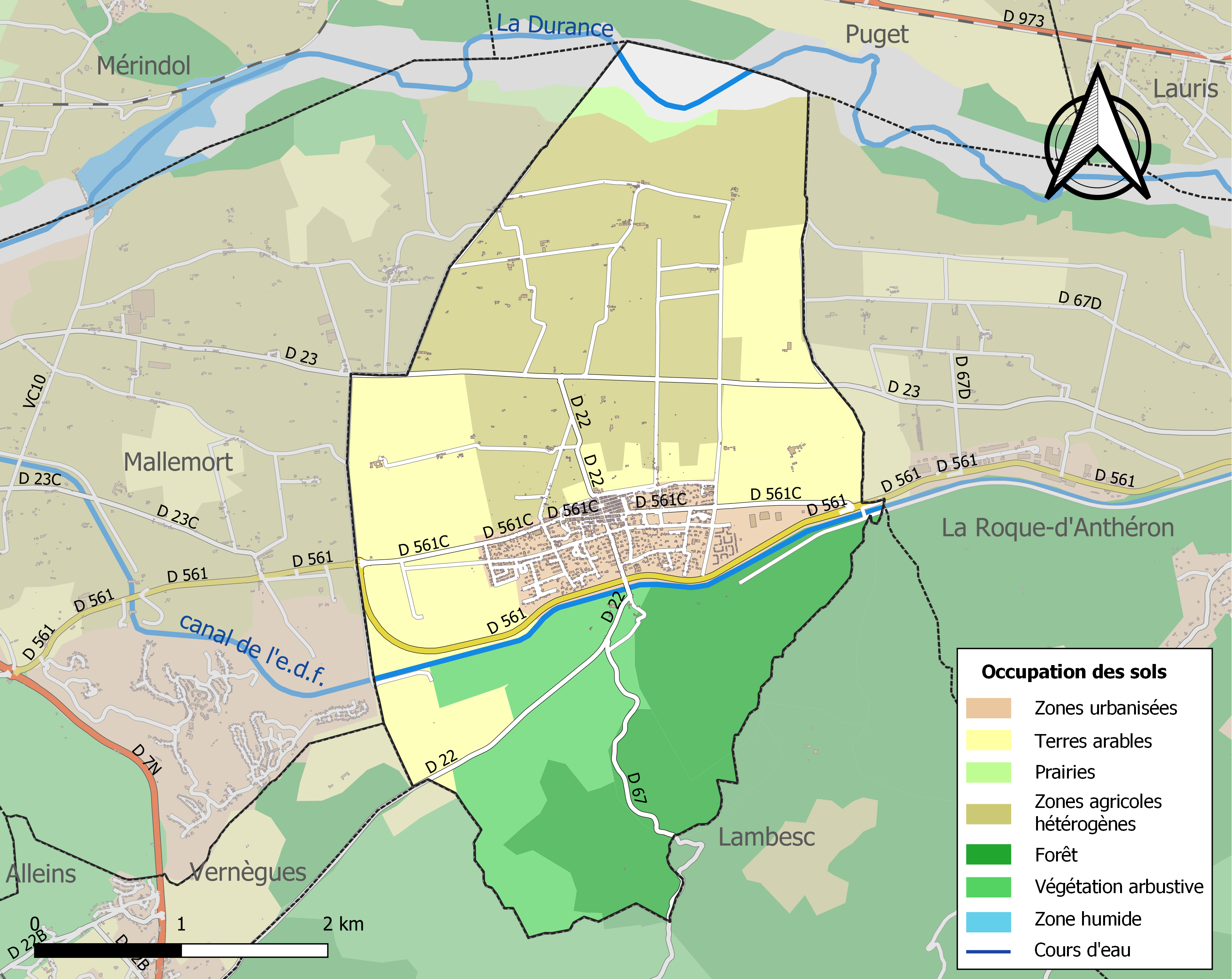
Carte des infrastructures et de l'occupation des sols de la commune en 2018 (CLC).

## Toponymie
Charleval est une formation toponymique récente : les éléments Charle- et -val se réfèrent d'une part à Charles de Lorraine, prince de Lambesc et d'autre part à une petite vallée sur le territoire de la commune. Charles de Lorraine a érigé sa propriété en fief en 1598 avec ce nom, avant qu'une localité ne s'y développe au XVIIIe siècle.
Homonymie avec Charleval, Normandie, qui date à peu près de la même époque, mais qui contient le nom de Charles IX.

## Histoire

### Faits historiques

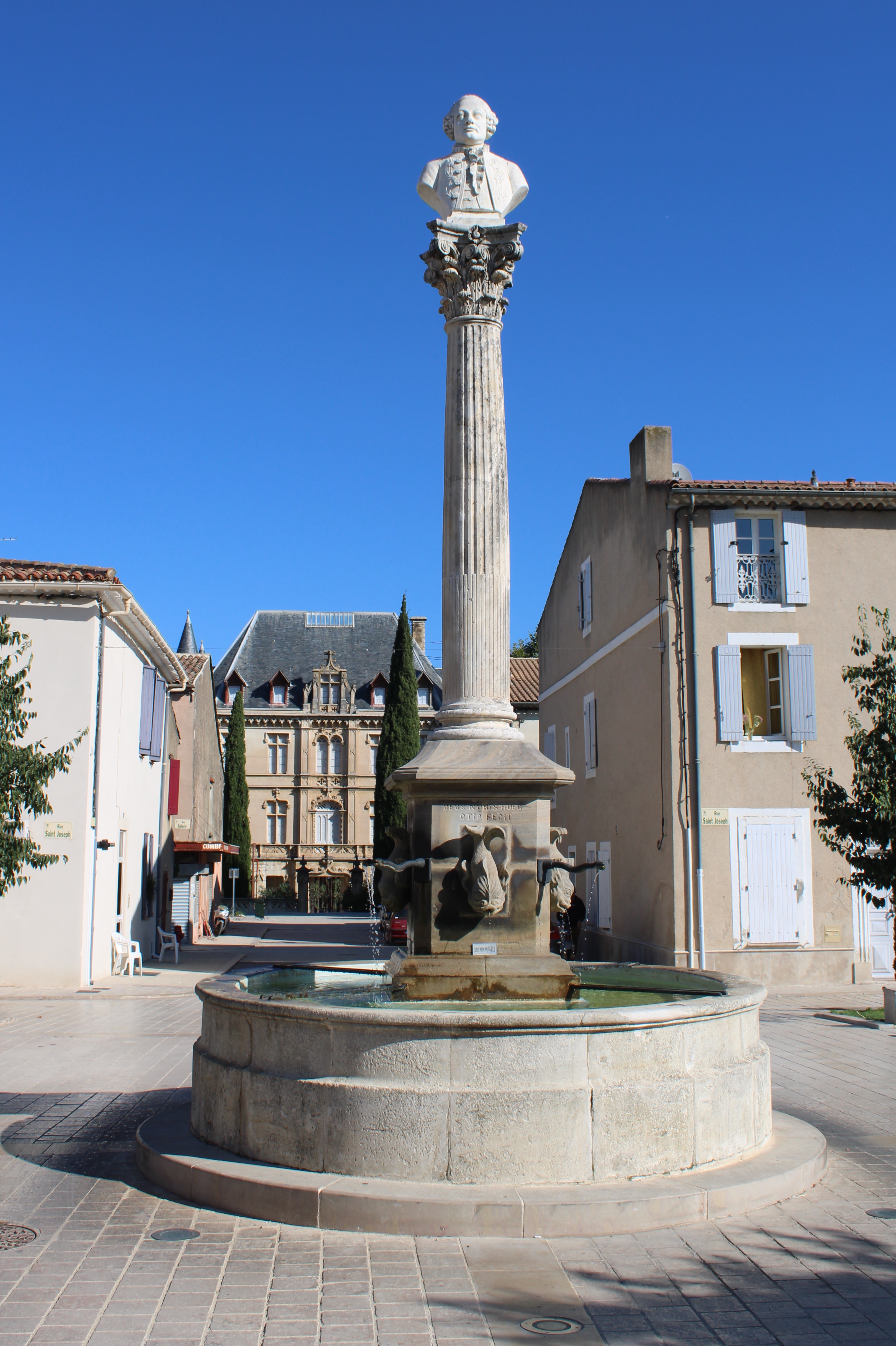
La fontaine César de Cadenet.

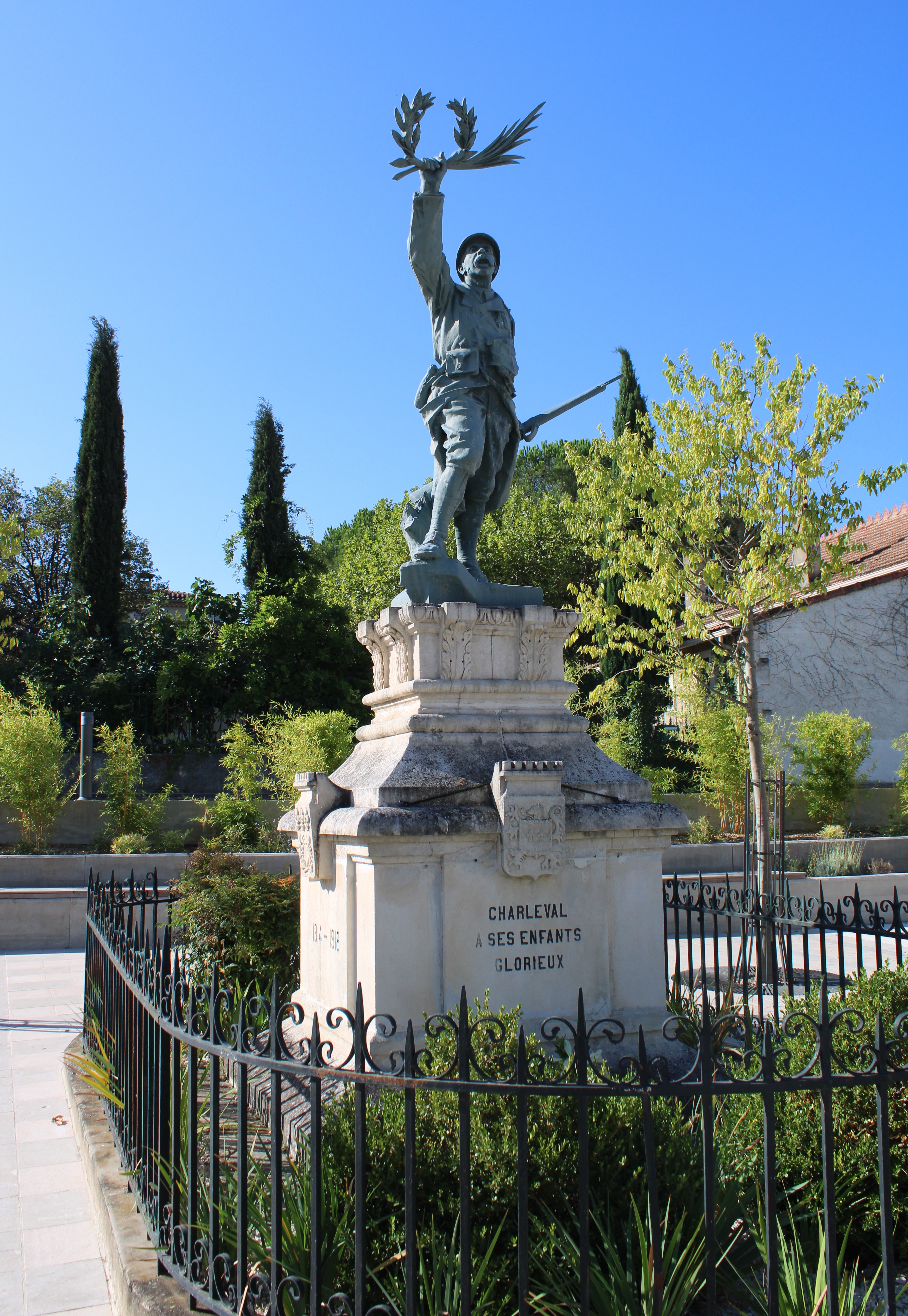
Le monument aux morts.

Charleval est devenue commune à partir de 1789. Auparavant, en 1741, elle était le territoire de Cadenet-Charleval. On note qu'un premier foyer de peuplement se regroupait dès le XIe siècle, autour de la paroisse de Valbonnette.

### Période contemporaine
Une gare est construite en 1889 à l'occasion de la création de la ligne d'Eyguières à Meyrargues. Si la ligne disparaît en 1950, la gare et les bâtiments voyageurs n'ont pas été détruits. Situés sur le Boulevard de la Durance (qui reprend le tracé de la ligne), ils jouxtent l'actuel terrain de pétanque.

## Politique et administration

### Liste des maires
| Période                                  | Période              | Identité    | Étiquette | Qualité                                                               |
| ---------------------------------------- | -------------------- | ----------- | --------- | --------------------------------------------------------------------- |
| 1947                                     | 1963                 | Gaston Roux | SFIO      | Directeur général de l’Éducation physique et des Sports (1946 → 1958) |
| Les données manquantes sont à compléter. |                      |             |           |                                                                       |
| ?                                        | janvier 1994 (décès) | André Pia   |           |                                                                       |
| janvier 1994                             | en cours             | Yves Wigt   | DVG       | Retraité Ancien vice-président d'Agglopole Provence                   |
| Les données manquantes sont à compléter. |                      |             |           |                                                                       |

## Population et société

### Démographie
L'évolution du nombre d'habitants est connue à travers les recensements de la population effectués dans la commune depuis 1793. Pour les communes de moins de 10 000 habitants, une enquête de recensement portant sur toute la population est réalisée tous les cinq ans, les populations de référence des années intermédiaires étant quant à elles estimées par interpolation ou extrapolation. Pour la commune, le premier recensement exhaustif entrant dans le cadre du nouveau dispositif a été réalisé en 2008.

En 2022, la commune comptait 2 634 habitants, en évolution de −2,98 % par rapport à 2016 (Bouches-du-Rhône : +2,48 %, France hors Mayotte : +2,11 %).
| 1793 | 1800 | 1806 | 1821 | 1831 | 1836 | 1841 | 1846  | 1851 |
| ---- | ---- | ---- | ---- | ---- | ---- | ---- | ----- | ---- |
| 464  | 572  | 598  | 746  | 909  | 947  | 939  | 1 001 | 966  |

| 1856  | 1861  | 1866  | 1872  | 1876  | 1881  | 1886 | 1891 | 1896 |
| ----- | ----- | ----- | ----- | ----- | ----- | ---- | ---- | ---- |
| 1 076 | 1 054 | 1 067 | 1 021 | 1 073 | 1 022 | 947  | 934  | 965  |

| 1901 | 1906 | 1911 | 1921 | 1926  | 1931  | 1936 | 1946 | 1954  |
| ---- | ---- | ---- | ---- | ----- | ----- | ---- | ---- | ----- |
| 921  | 900  | 891  | 904  | 1 008 | 1 004 | 996  | 966  | 1 005 |

| 1962  | 1968  | 1975  | 1982  | 1990  | 1999  | 2006  | 2008  | 2013  |
| ----- | ----- | ----- | ----- | ----- | ----- | ----- | ----- | ----- |
| 1 347 | 1 278 | 1 417 | 1 684 | 1 877 | 2 080 | 2 324 | 2 397 | 2 532 |

| 2018  | 2022  | - | - | - | - | - | - | - |
| ----- | ----- | - | - | - | - | - | - | - |
| 2 684 | 2 634 | - | - | - | - | - | - | - |

### Manifestations culturelles et festivités
La fête votive de la Saint-Césaire a lieu chaque premier weekend de septembre.

## Culture locale et patrimoine

### Lieux et monuments
- La fontaine César de Cadenet est une fontaine surmontée d'une colonne et du buste de César de Cadenet, aussi connu sous le nom de César de Charleval. Endommagée en 2009 par un camion, la fontaine est restaurée de février à mai 2011. Cette fontaine est installée le 22 décembre 1860. Elle est alimentée par la source de la Jacourelle. Elle est inaugurée le 29 août 1864. Sur le côté, une inscription se lit ainsi : Deus nobis hoec ohia fecit (« Dieu nous fit ce présent »)[25].
- Le Château de César de Cadenet à Charleval 13350 - C'est un château privé. Il a été acheté par le grand-père de César de Cadenet. Son petit-fils le reprit de 1756 à 1763, puis décédera. Le château changera plusieurs fois de propriétaires. Il est de style renaissance. C'est un château privé, fermé au public.
- Église Saint-Césaire de Charleval.

## Galerie

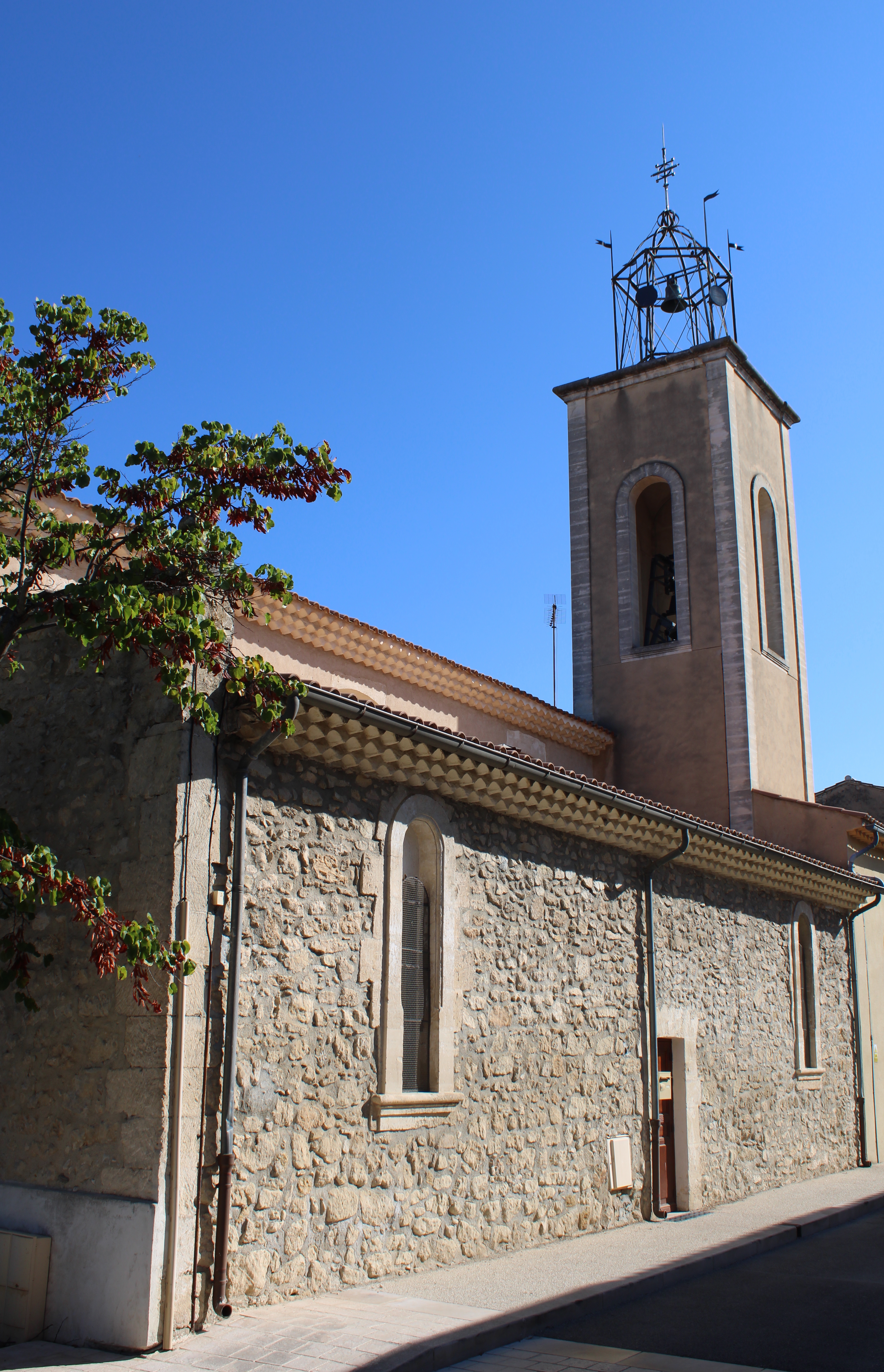
L' église et son clocher surmonté d'un campanile.
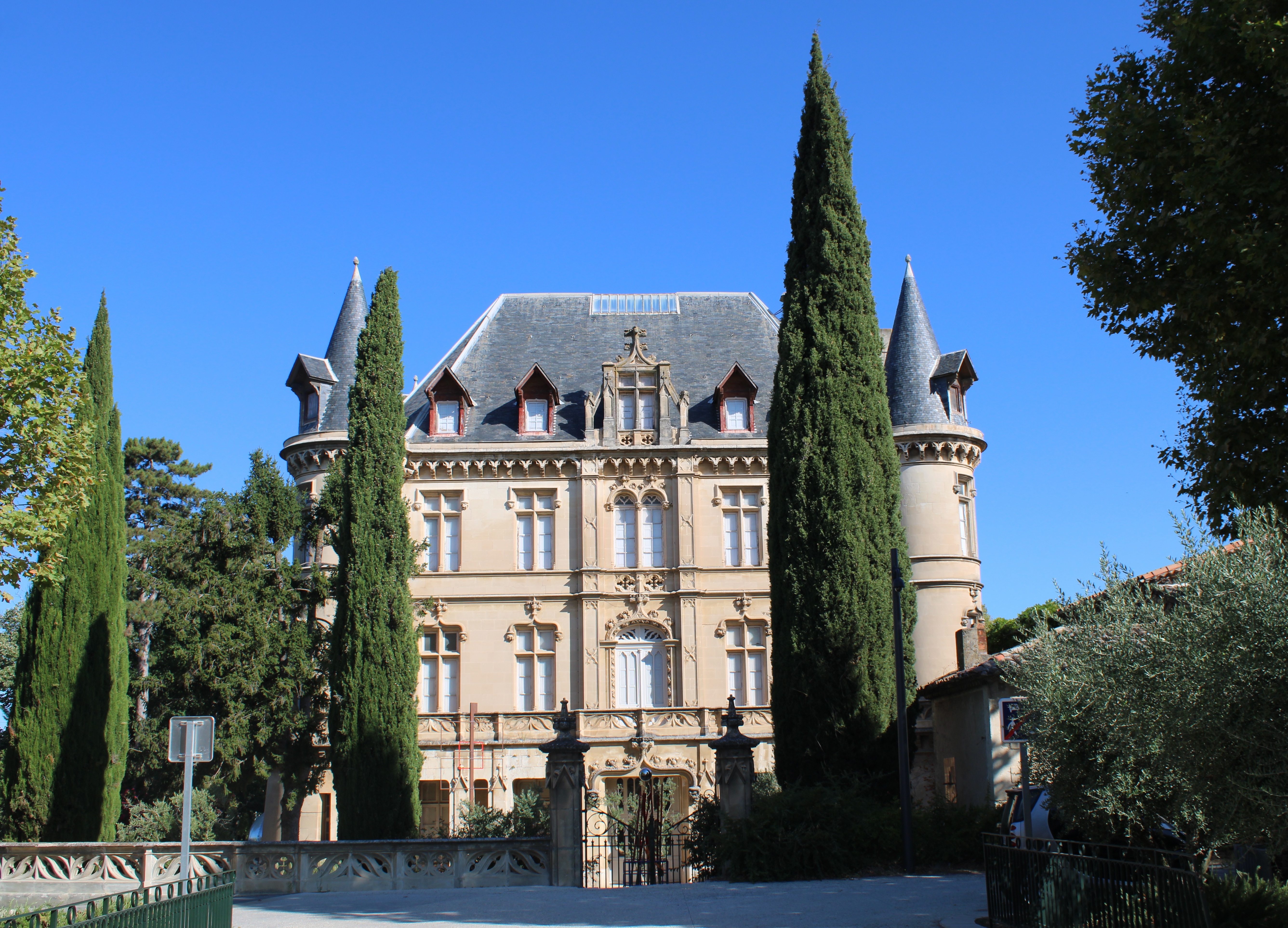
Le château de Charleval.
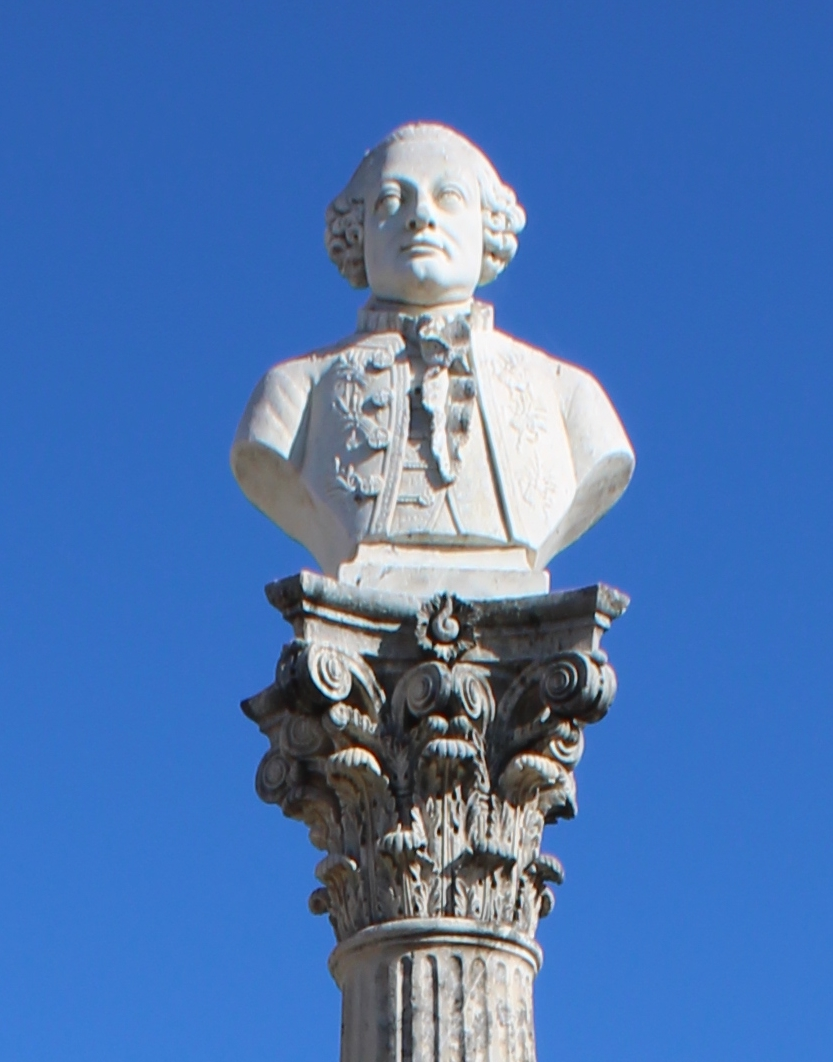
Buste de César de Cadenet.
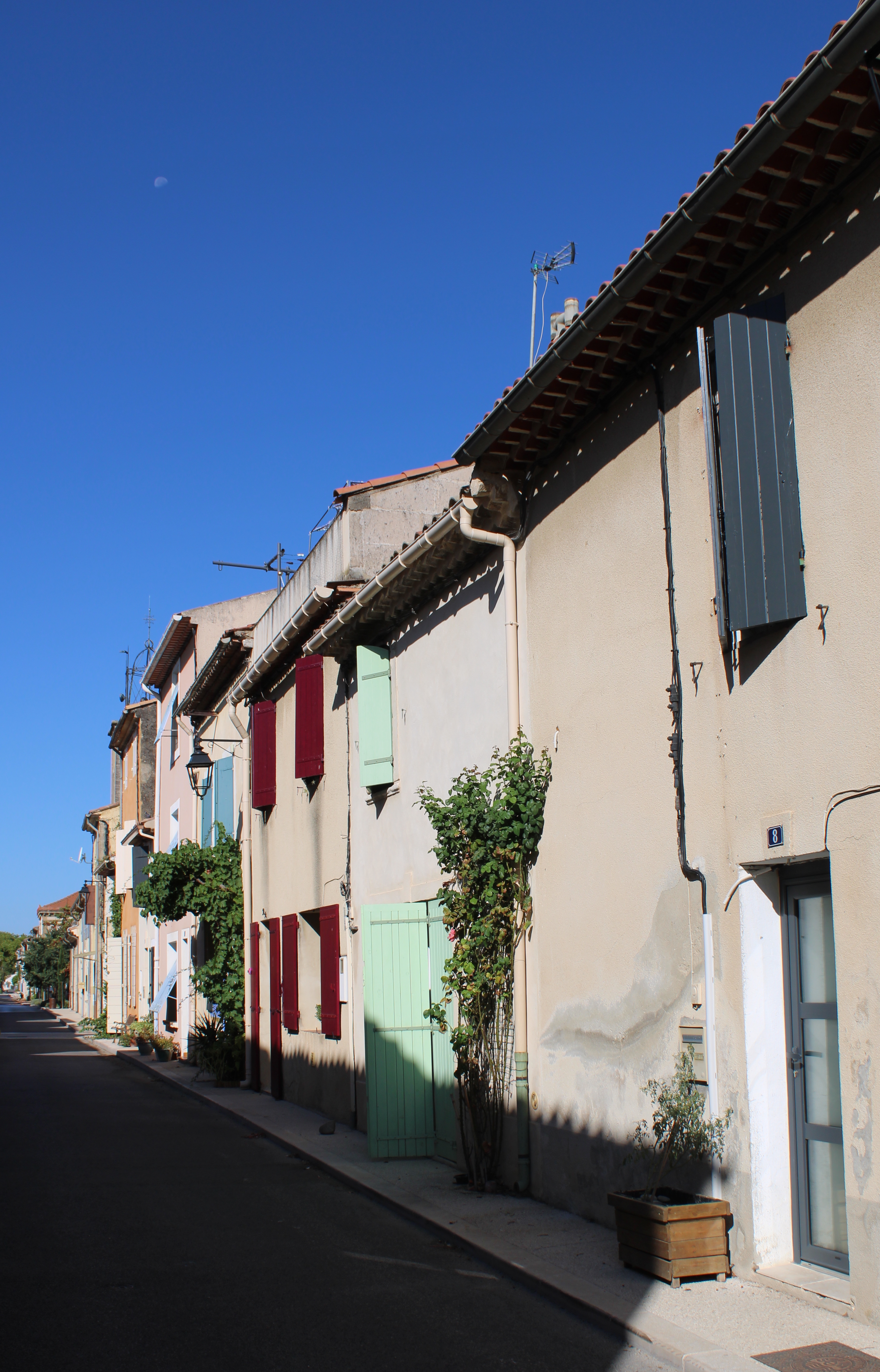
La rue Saint-Césaire.
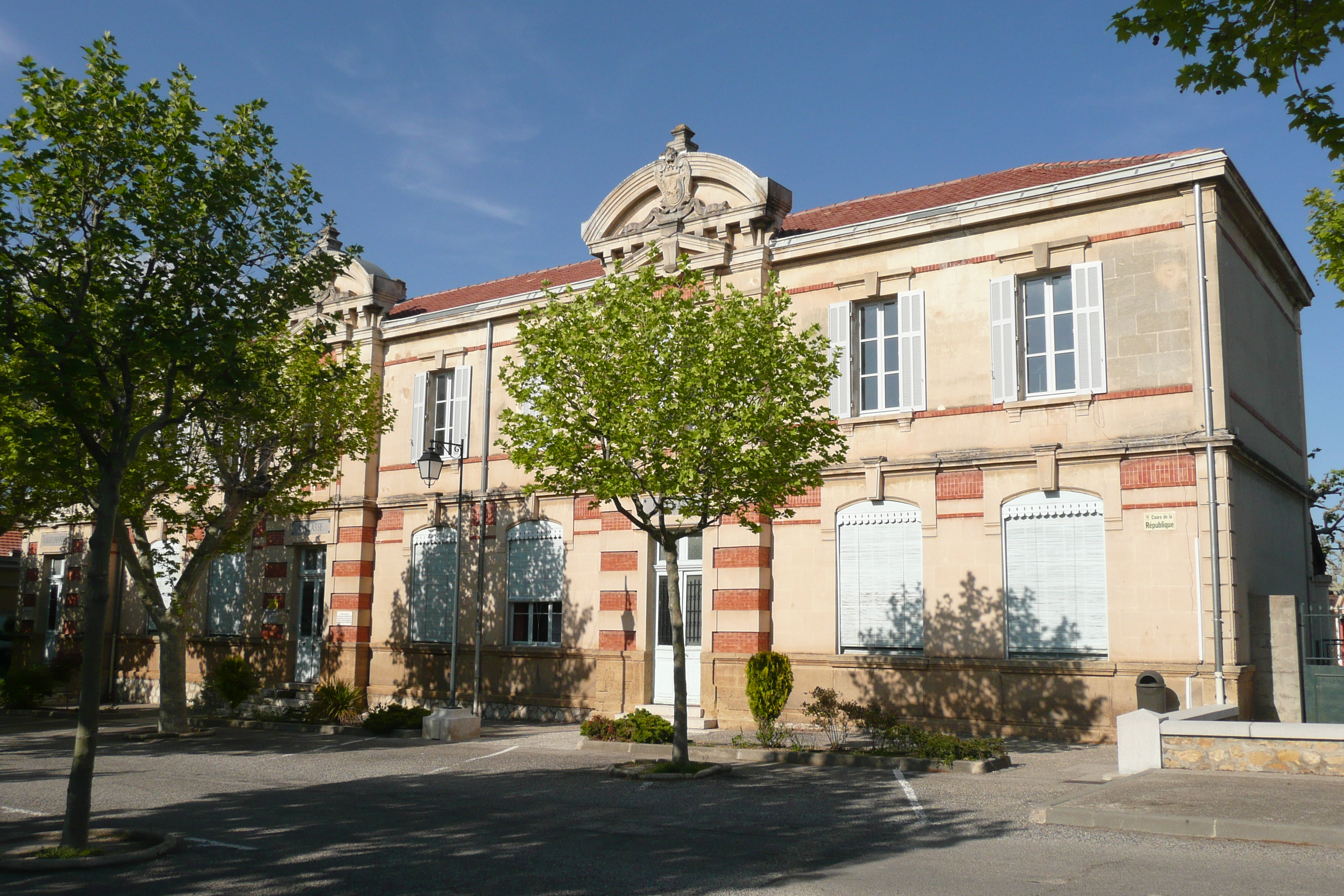
L'école de Charleval.
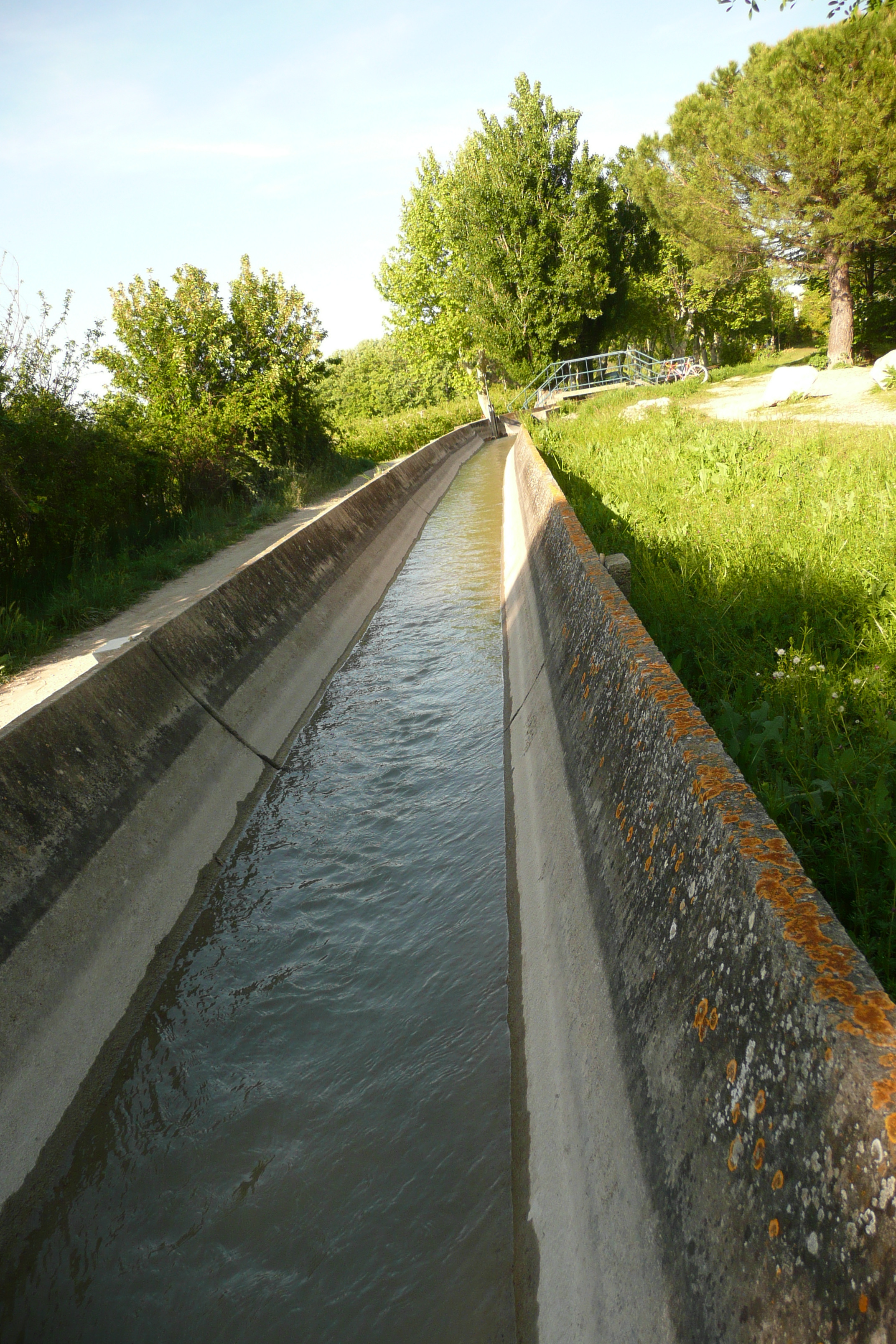
Le Canal de Craponne traversant la commune de Charleval.
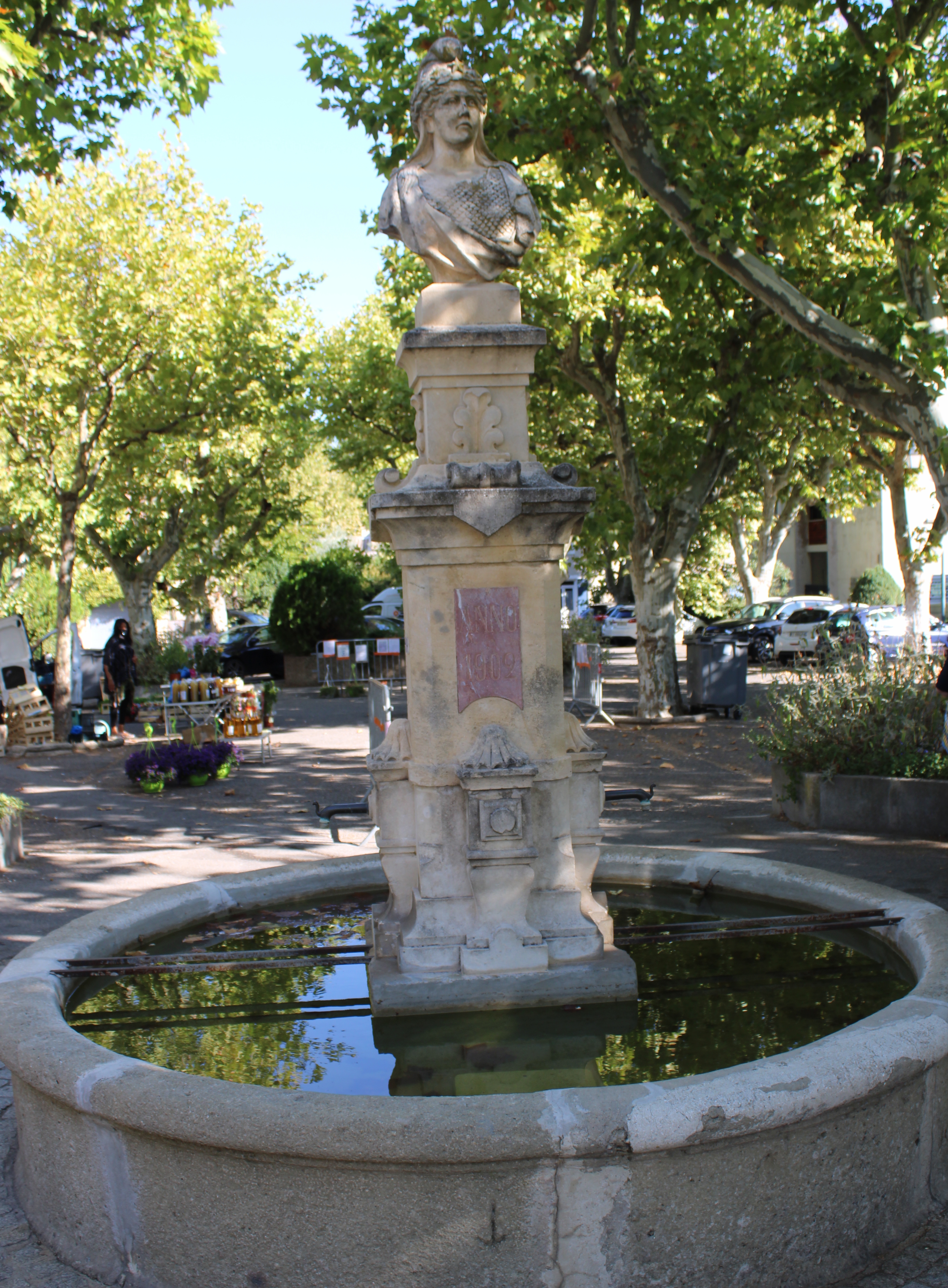
La fontaine de La République.

### Personnalités liées à la commune
- César de Cadenet, fondateur de Charleval ;
- Jules Fesquet, né à Charleval le 11 juillet 1836, décédé à Paris le 19 avril 1890, premier second grand prix de Rome en 1862;
- Gaston Roux, né le 13 mars 1896 à Charleval, décédé le 14 septembre 1969 à Claye-Souilly, directeur de la Jeunesse et des Sports, militant socialiste[26];
- Marie-Thérèse Jouveau, née Marie-Thérèse Gautier (1921-2005), écrivaine, majorale du Félibrige, épouse de René Jouveau.
- Jack Regard, Gérard Jacquemus, 1943/1974 né à Charleval, fut le bassiste des Chats Sauvages ;
- André Chorda, natif de Charleval en 1938, footballeur professionnel, 24 fois sélectionné en équipe de France.
- Simon Porte Jacquemus, né à Salon-de-Provence le 16 janvier 1990, a vécu à Charleval. Sa famille y vit toujours.

### Héraldique
| Armes de Charleval | Les armes peuvent se blasonner ainsi : D'azur au taureau furieux ailé d'or. |